# Victor und Corona

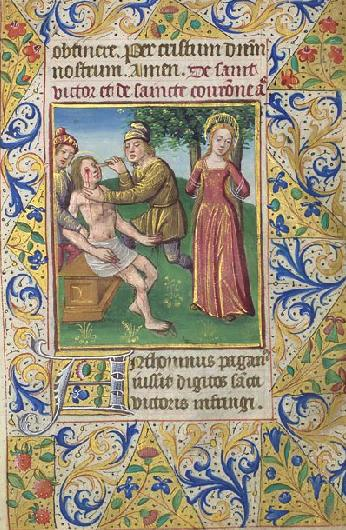
Martyrium des Heiligen Victor in Anwesenheit der Heiligen Corona

Die Heiligen Victor und Corona († 177) werden oft als Heiligengefährten angesehen und bisweilen als Ehepaar dargestellt (nach anderen Versionen war Corona die Frau eines Freundes von Victor); das Martyrologium Romanum nennt sie gemeinsam und ihr gemeinsamer Gedenktag innerhalb des katholischen Heiligenkalenders ist der 14. Mai. In einigen Kirchen werden sie gemeinsam verehrt, andere Kirchen sind nur jeweils einem der beiden geweiht.

## Verehrung
Kirchen mit gemeinsamem Patrozinium:
- Santi Vittore e Corona, Feltre, Italien
- Santi Vittore e Corona, Grazzano Badoglio, Italien
- St-Victor-Ste-Couronne, Ennezat, Frankreich
- St. Viktor und Corona, Unterzarnham, Erzbistum München[1]